# Hino, Tottori

Hino (日野町 Hino-chō?) este un oraș în Japonia, în districtul Hino al prefecturii Tottori.